# Великий сморід

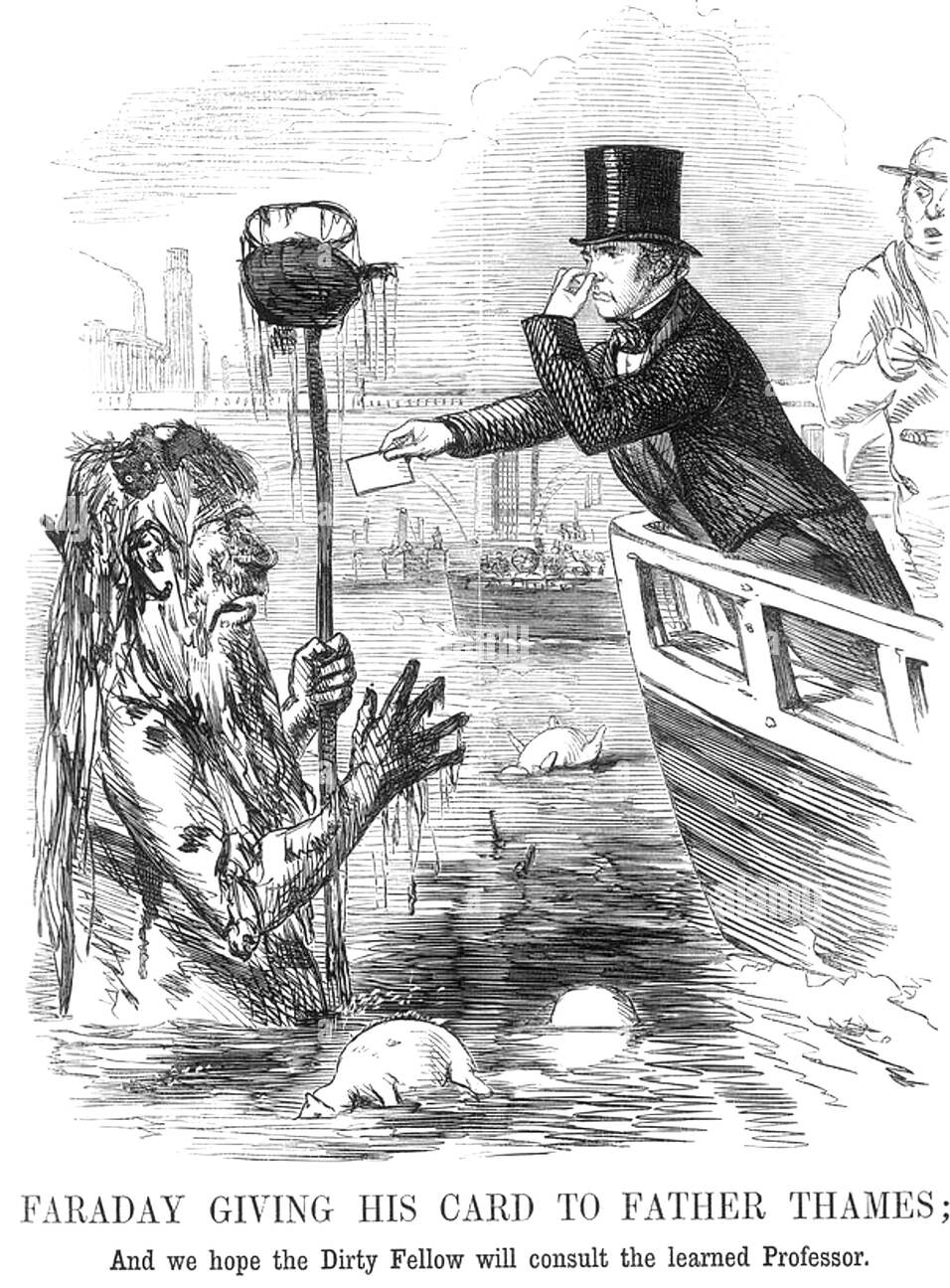
«Майкл Фарадей віддає свою візитівку Батькові Темзі». Карикатура, що коментує лист Фарадея про стан річки, опублікований у The Times у липні 1855 року

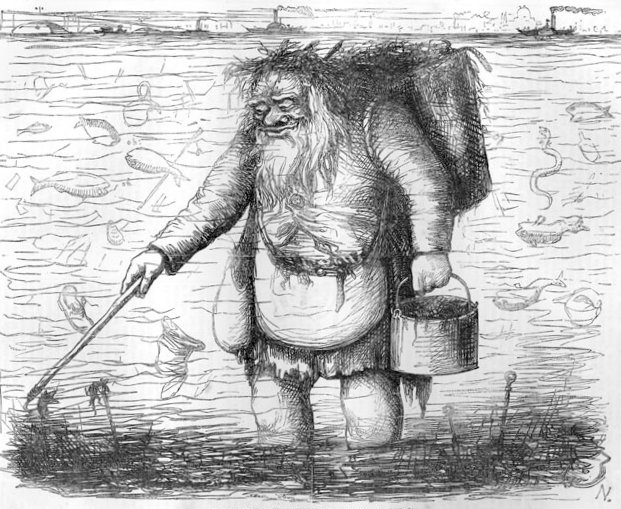

Великий сморід (англ. The Great Stink) — подія, що відбулася в Лондоні влітку 1858 року. Спекотне літо і відсутність централізованої каналізації призвели тоді до забруднення Темзи й прилеглих територій фекаліями і відходами. Лютували хвороби, городяни масово втікали з Лондона. Парламент склав із себе повноваження.

## Водопостачання і санітарія до Великого смороду
До кінця XVI століття жителі Лондона брали воду з колодязів, з річки Темзи і її приток, а також з великих цистерн; наприклад з джерела в Тайберні по свинцевій трубі вода відводилася в резервуар: Грейт-Кондуїт Чипсайду. За користування водою з цистерн треба було платити, а для контролю були призначені наглядачі, які контролювали, що торговці і пекарі не будуть безкоштовно користуватися водою в комерційних цілях.
Багаті лондонці, які жили поблизу трубопроводів, що наповнювали цистерни, могли отримати дозвіл на платне підключення своїх будинків до водопостачання, однак непоодинокими були і самовільні підключення. Ті, хто не міг заплатити за підключення, отримували воду від водовозів. У 1496 році останні створили власну гільдію під назвою «Братство водовозів ім. Святого Кристофера».
У 1582 році голландець Пітер Моріс орендував північний звід Лондонського мосту і встановив там водяне колесо для насоса, щоб качати воду в кілька районів Лондона. У 1584 і 1701 роках було додано ще 2 колеса, які діяли до 1822 року.
У 1815 році було дозволено вивести каналізацію в Темзу, куди протягом 7 років скидалися каналізаційні стоки всього міста. При цьому звідти ж продовжували брати воду для вмивання і приготування їжі. У Лондоні налічувалося понад 200 тисяч стічних ям які повинні були регулярно чиститися, але, внаслідок високих цін, це робилося нерегулярно, що додавало смороду в і без того не запашне повітря Лондона.

## Холера
Холера була масово поширена протягом 1840-х років. Причини відомі не були; загальноприйнятою була думка, що хвороба є наслідком вдихання повітря з «міазмами». Через переважання теорії про зараження холерою через повітря серед італійських вчених, відкриття Філіппо Пачіні збудника холери в 1854 році було повністю проігнороване, а бактерії були повторно відкриті тридцять років потому Робертом Кохом. У 1854 році лондонський лікар Джон Сноу, вивчаючи причини епідемії в Сохо, встановив, що хвороба передається через забруднену стічними водами питну воду, проте ця ідея не була підтримана в суспільстві. У 1848 році було об'єднано декілька місцевих органів, які займалися питаннями каналізації, в Столичну каналізаційну комісію. Комісія розпочала очищення старих вигрібних ям, що також призвело до Великого смороду.

## Події перед Великим смородом
Ситуація ускладнилася з заміною горщиків ватерклозетами (вбиральнями зі змивом), що у багато разів збільшило кількість стічних вод. Стічні ями переповнялися, їх вміст потрапляв у канави для дощової води. Змішуючись зі стоками заводів і боєнь, він потрапляв у Темзу.
У 1858 році стояла особливо спекотна погода. Вода Темзи і її приток була переповнена стічними водами, а через теплу погоду вона ще й зацвіла, що призвело до утворення такого запаху, що це позначилося на роботі Палати громад: довелося використовувати штори, просочені хлорним вапном, а члени її вирішили переїхати в Гемптон, суди ж збиралися евакуювати в Оксфорд. Спека після сильних дощів припинилася, слідом за нею закінчився і період літньої вологості. Головним чином саме ця обставина і дозволила впоратися з проблемою, але проте палата громад все ж призначила комітет, який повинен був зробити доповідь про обставини лиха, а також рекомендувала виробити план запобігання таким проблемам у майбутньому.

## Нова каналізаційна система
Наприкінці 1859 було створено Столичну раду робіт, яка, незважаючи на численні схеми боротьби з епідемією, прийняла схему, запропоновану в 1859 році своїм власним головним інженером Джозефом Базелджетом. Протягом шести наступних років було створено ключові елементи лондонської каналізаційної системи, і «Великий сморід» став віддаленим спогадом.
Хоча нова система каналізації діяла і постачання води поступово поліпшувалося, це не запобігло епідемії в 1860-х роках у східному Лондоні, але разом з тим судове дослідження показувало, що заражена річка Лі, як і раніше, продовжувала наповнювати резервуари Східної водної компанії. Вжиті заходи призвели до того, що це був останній випадок холери в Лондоні.